# Esbacher See
Der Esbacher See, auch Dörfleser Tongrube, ist eine ehemalige Tongrube in der Gemeinde Dörfles-Esbach und ist mit über 40 m Wassertiefe das tiefste Gewässer Nordbayerns.
Das Gewässer ist als amtliches Sekundärbiotop gelistet und ein geschützter Landschaftsbestandteil.
Der See ist namensgebend für die nördliche Abzweigstelle der Verbindungskurve Dörfles-Esbach.

## Geschichte
Entstanden ist die Tongrube durch die seit den 1890er Jahren in Dörfles-Esbach ansässige Ziegelei. Nach dem Zweiten Weltkrieg nahmen Abbau und Fertigung in den 1950er Jahren industriellen Umfang an. Die Tongrube begann sich zur Mitte der 1970er Jahre durch Niederschläge und Grundwasserzuflüsse allmählich zu füllen und wuchs  in den 1980er Jahren zu einem etwa zwei Hektar großen See mit einer Insel zusammen. 1986 stellte das Dampfziegelwerk Esbach den Tonabbau ein. Danach befand sich die Tongrube im Besitz des Zweckverbandes für Abfallwirtschaft in Nordwest-Oberfranken. Am 1. Oktober 1984 hob der Gemeinderat seine Zustimmung zur Nutzung als Mülldeponie auf und 1991 kaufte die Gemeinde schließlich die Tongrube. Gegen Ende der 1990er Jahre hatte die Wasserfläche ihre heutige Ausdehnung von etwa sechs Hektar erreicht, die Insel ist unterdessen in den Fluten versunken.

## Geologie
Die aufgelassene und teilweise geflutete Ziegeleigrube erschließt die Basis der Lehrbergschichten sowie Schilfsandstein in stark siltig-toniger Ausprägung. Dieser Faziestyp ist im Coburger Raum einmalig.